# 仏教TV
仏教TVは1995年3月1日に開局した大韓民国の放送局である。

## 概要
法人名は仏教テレビジョン(株)、英文名はBuddhist Television Network、略称はBTN。韓国ではBBS仏教放送と区別するため「BTN仏教TV」と呼ばれる。

## 沿革
- 1994年3月9日 仏教専門コンテンツの提供を目標にケーブルテレビ事業者許可。法人名:仏教テレビジョン(株)
- 1995年3月1日 BTN仏教TV開局。
- 2002年3月1日 衛星放送送出。（KTスカイライフ）
- 2003年4月20日 BTN仏教テレビからBTN仏教TVにチャンネル名を変更。
- 2015年3月1日 響きラジオ開局。